# ویلیام مریام برتن
ویلیام مریام بِرتِن (به انگلیسی: William Merriam Burton) (زاده ۱۷ نوامبر ۱۸۶۵ ، اوهایو - درگذشته ۲۹ دسامبر ۱۹۵۴ میامی) شیمیدان آمریکایی است که برای اولین بار فرایند کراکینگ را برای نفت توسعه داد.
وی در اوهایو متولد شد و مدرک کارشناسی خود را از دانشگاه کیس وسترن رزرو و دکترای خود را از دانشگاه جانز هاپکینز دریافت کرد.